# 板橋侑我
板橋 侑我（いたばし ゆうが、1996年（平成8年）6月3日 - ）は、静岡県伊東市出身のボートレーサー。登録第4933号。身長169cm。血液型O型。118期。静岡支部所属。同期に宮之原輝紀、栗城匠、新開航、関野文らがいる。師匠は笠原亮。

## 来歴
- 加藤学園高等学校卒業。
- 2016年3月18日、ボートレーサー養成所で開催された第118期修了記念で優勝し、養成所チャンプとなった[1][2]。
- 2016年3月19日選手登録。
- 2016年5月、後に妻となるボートレーサー（当時）の勝又桜と交際を開始[3]。
- 2016年5月20日からボートレース浜名湖で開催された 一般戦「ボートピア岩間12周年記念 茨城新聞社杯」初日第1Rに出走[4]してデビュー。（2着）
- 2016年7月6日からボートレース戸田で開催された 一般戦「戸田市制施行50周年記念」2日目第1Rで5号艇6コースからまくりを決めて勝利[5]し、デビュー初勝利を飾る。
- 2016年12月26日、2017フレッシュルーキーに選出[6]される。
- 2017年12月26日、2018フレッシュルーキーに選出[7]される。
- 2018年1月13日からボートレース浜名湖で開催された 一般戦「新東通信杯」4日目（最終日）第12Rに出走[8]し、デビュー初優出。（3着）
- 2018年11月21日からボートレース大村で開催された 一般戦「夜の艇王決定戦〜BTS松浦開設2周年記念〜」5日目（最終日）第12Rに出走し、3号艇3コースからまくりを決めて勝利[9]し、デビュー初優勝。
- 2018年12月26日、2019フレッシュルーキーに選出[10]される。
- 2019年6月3日、誕生日に勝又桜と結婚したことを発表[11]した。勝又は同じ高校の2学年上の先輩にあたる。
- 2019年9月18日からボートレース三国で開催された G1「第6回ヤングダービー」初日第10Rに出走し、5号艇6コースから抜きで勝利[12]し、G1初出場、G1初出走でG1初勝利を飾る。
- 2020年8月5日、自身のInstagramで第一子が生まれたことを報告。
- 2021年11月10日からボートレース浜名湖で開催された G1「開設68周年記念 浜名湖賞」6日目（最終日）第12R優勝戦に進出し、1号艇1個―スから逃げを決めて勝利[13]し、G1初優出初優勝[14][15]。
- 2021年12月20日、2022トップルーキーに選出[16]。される。
- 2022年3月16日からボートレース大村で開催された SG「第57回ボートレースクラシック」2日目第1Rで1号艇1コースから逃げを決めて勝利[17]し、SG初出場でSG初勝利を挙げる[2]。

## 人物・エピソード
- もともとはサッカー選手でゴールキーパーを務めていたが、体格差で挫折を味わってサッカー部を高校1年時に退部[2]。その後は遊び歩く生活を送っていたが、高校3年時に「このままではいけない」と思い立ち、父親の勧めもあってボートレーサーになることを決意した[2]。
- デビュー直後、師匠の笠原に倣ってストレッチをしていたところ体に負担をかけ過ぎてヘルニアを患い、病状が回復しないので一時は引退を覚悟していた[2]。先輩選手の長嶋万記（91期）が勧める整体院に通って治療に成功したと話す[2]。

## 戦績
- 出走回数：1611回
- 1着回数：311回
- 優出回数：29回
- 優勝回数：3回
- SG出走回数：9回
- G1優勝回数：1回
- G1優出回数：2回
- G1出走回数：93回
- フライング(F)回数：9回
- 出遅れ(L)回数：0回
- 通算勝率：5.71
- 2連対率：38.05
- 3連対率：54.19
- 生涯獲得賞金：150,777,240円